# Begena
Pour les articles homonymes, voir Bagana.

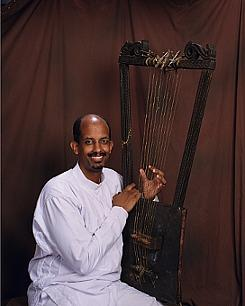
Joueur de begena.

Le begena, bagana, beganna ou "bägänna" est un instrument à cordes utilisé dans la musique éthiopienne. C'est une grande lyre qu'il ne faut pas confondre avec le krar. Selon la tradition éthiopienne, le roi Ménélik Ier aurait ramené l'instrument d’Israël où David l'aurait utilisé pour apaiser les nerfs du roi Saül et le guérir de ses insomnies. Son origine historique demeure incertaine même si des manuscrits éthiopiens représentent l'instrument dès le début du XVe siècle

## Facture
L'instrument possède dix cordes de boyau, dont six sont pincées par les doigts de la main gauche (1, 3, 4, 6, 8, 10, en partant du montant le plus proche du joueur). Les autres cordes servent d'appuis ou de reposoirs aux doigts. Entre chaque corde et le chevalet large, une petite pièce de cuir modifie la vibration de la corde et est responsable du timbre grésillant de l'instrument. Les montants et la traverse sont en bois et la table d'harmonie est en cuir de bovidé.

## Contexte

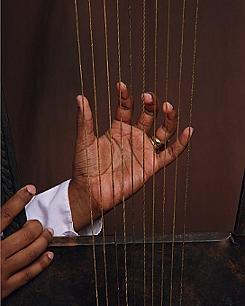
Position des mains.

Connu pour être l'instrument des nobles, des moines et des lettrés, joué par les peuples Amharas et Tigré, le begena était à l'origine utilisé pour la méditation et la prière. Bien que surtout joué dans un contexte intime, l'instrument est parfois inclus lors de fêtes religieuses. Au moment du carême en particulier, la radio diffuse assez souvent des morceaux de begana. Si certains musiciens composent leurs propres textes, d'autres les tirent de la Bible, du Livre des Proverbes ou du Livre de Qine qui est un recueil de proverbes et de poèmes. Les sujets abordés touchent généralement à la futilité de la vie, la mort inéluctable, les saints, les mœurs, la morale, la prière et les louanges à Dieu. La durée d'une chanson varie en fonction du texte et de la résistance du joueur. Bien que le begena fasse partie du zema (musique spirituelle amhara), il n'est pas utilisé pour la messe de l’Église éthiopienne orthodoxe, même s'il apparaît parfois lors de processions religieuses en dehors de l'église.
En raison de la complexité linguistique, historique et religieuse importante de l'instrument et de son statut sacré, l'instrument n'est pas très répandu. Toutefois, en 1972, l'école de musique de Yared d'Addis-Abeba a commencé son enseignement. Depuis le changement de régime de 1991, la pratique du begena a pris un nouvel essor.